# Мале Озоровце
Мале Озоровце (словац. Malé Ozorovce) — село в окрузі Требішов Кошицького краю Словаччини. Площа села 17,08 км². Станом на 31 грудня 2016 року в селі проживало 520 жителів.

## Історія
Перші згадки про село датуються 1332 роком.

## Географія
Протікає канал Дреньовець.

## Населення
| Рік:            | 1994. | 2004.   | 2014.   | 2024.   |
| --------------- | ----- | ------- | ------- | ------- |
| Кількість осіб: | 563   | 566     | 533     | 519     |
| Різниця:        |       | +0,53 % | -5,83 % | -2,62 % |

| Рік:            | 2023. | 2024.   |
| --------------- | ----- | ------- |
| Кількість осіб: | 521   | 519     |
| Різниця:        |       | -0,38 % |